# Tennman Records
A Tennman Records egy amerikai lemezkiadó, amit Justin Timberlake énekes alapított. A kiadó a Universal Music Grouphoz tartozó Interscope Records és Justin Timberlake közös vállalkozása.
2007. május 28. jelentették be a kiadó létrejöttét. Justin Timberlake a kiadó vezérigazgatója, az elnöki posztot Ken Komisar tölti be. Justin feladatköre a kreatív osztály is. A kiadó kapcsolatban áll a Mosley Music Grouppal.

## Előadók
- Bren
- Esmée Denters
- Free Sol
- Matt Morris

## Külső hivatkozások
- A lemezkiadó hivatalos honlapja Archiválva 2023. június 12-i dátummal a Wayback Machine-ben